# Jianfloden
Jianfloden eller Jiani He (涧河; Jiànǐhé) är ett vattendrag i Henan i Kina. Jianfloden är en biflod till Luofloden och sammanflyter i centrala Luoyang.